# 菊 (プッチーニ)
弦楽四重奏曲『菊』（きく、伊: Crisantemi）嬰ハ短調は、オペラ作曲家ジャコモ・プッチーニの数少ない室内楽曲のひとつである。

## 概説
プッチーニが彼の出世作である『マノン・レスコー』に取り組み始めた頃である1890年1月、彼のパトロンでもあったアオスタ公アメーデオ1世が急死した。プッチーニはアオスタ公追悼のために、一晩でこの曲を書いたと伝えられている。
弦楽四重奏のために書かれているが、コントラバスを加えた弦楽合奏による演奏もしばしば行われる。

## 構成
Andante Mesto 三部形式の単一楽章である。演奏時間は約7分。